# Ego Trippin'
Ego Trippin´ je deváté album amerického rappera Snoop Dogga.

## Seznam písní
1. A Word Witchya! (Intro)
2. Press Play
3. SD Is Out (w/ Charlie Wilson)
4. Gangsta Like Me
5. Neva Have 2 Worry (w/ Charlie Wilson)
6. Sensual Seduction
7. Life Of Da Party (w/ Too $hort & Mistah F.A.B.)
8. Waste Of Time (w/ Raphael Saadiq)
9. Cool
10. Sets Up
11. Deez Hollywood Nights
12. Whateva U Do
13. Staxxx In My Jeans
14. Been Around Tha World
15. Let It Out
16. My Medicine
17. Ridin' In My Chevy
18. Those Gurlz
19. One Chance (Make It Good)
20. Why Did You Leave Me
21. Can't Say Goodbye (w/ Charlie Wilson)